# Jacky Chou
Jacky Chou 是一位台灣裔加拿大企業家，現居不列顛哥倫比亞省列治文市。他還為《企業家》雜誌撰稿。

## 早期生活和教育
Jacky Chou 移居加拿大接受高等教育，就讀於溫哥華的不列顛哥倫比亞大學（UBC）。他從 UBC 畢業，獲得應用科學學士學位（B.A.Sc. Electrical Engineering）。

## 職業生涯
創業
Jacky Chou 在 UBC 完成學業后不久就開始了創業之旅。他與他人共同創辦了幾家初創企業
Indexsy
2010 年，Chou 與他人共同創辦了Indexsy，這是一家數字營銷公司，在從事搜索引擎優化 (SEO) 和網絡營銷，其特點是以結果為導向的方法和創新戰略，該公司已幫助一些企業提高了網絡知名度。
Far & Away
Chou 積極發展 Far & Away，這是一個直接面向消費者的家居用品品牌，該品牌在 Kickstarter 上籌集了近 7 萬歐元，並通過天使融資籌集了 15 萬歐元。
Laurel & Wolf
Chou 的創業精神引領他進入室內設計和電子商務領域。2014 年，他與他人共同創辦了勞雷爾與沃爾夫公司（Laurel & Wolf），這是一個將室內設計師與尋求家居設計解決方案的客戶聯繫起來的在線平台。
營銷信
Chou具有市場營銷和創業方面的專業知識， 他還創辦了數字出版物《Marketing Letter》，為市場營銷人員和商業專業人士提供見解和策略。